# フェアルーンコレクション
『フェアルーンコレクション』（Fairune Collection）は、フライハイワークスより2018年5月17日に発売されたゲームソフト。

## 概要
インディーゲームスタジオのスキップモアが手掛けるアクションRPG『フェアルーン』シリーズのゲームを収めたオムニバス形式のソフト。2013年以降に順次配信されたiOS・Android・ニンテンドー3DS・PlayStation Vita用ソフト『フェアルーン』と2016年発売のニンテンドー3DS用ソフト『フェアルーン2』の移植版に加え、2009年よりスキップモアの公式サイト上で無料公開していたブラウザゲーム版『フェアルーン』のリメイク作品『フェアルーンオリジン』と完全新作の縦スクロールシューティングゲーム『フェアルーンブラスト』を収録している。
本作の発売日と同日の2018年5月17日に、ゲーム内の使用楽曲46曲入りのサウンドトラックが発売された。

## フェアルーン
主人公を操作してトップビュー（正面見下ろし視点）で描かれた複数のフィールドを冒険する。敵との戦闘では体当たりで攻撃し、倒した敵が主人公のレベルと同等の時に経験値を得られる。また、道中で手に入るアイテムを駆使した謎解き要素もある。
原作は複数のプラットフォーム向けに配信されているが、本作における画面構成はPlayStation Vita版に準拠している。

## フェアルーン2
前作を超える数の様々なフィールドを冒険する。謎解き要素も多く、特に隠し通路が数多く存在している。基本的なシステムは前作とほぼ同様だが、フィールド表示エリアの横幅が前作よりも広くなっている。
原作ではニンテンドー3DS本体の下画面にマップが常時表示されていたが、本作ではコントローラのボタンを押した時に表示される仕様となっている。

## フェアルーンオリジン
上記2作品の元となった小規模な作品。レベルの概念が無く、いずれの敵も体当たりで倒せる。主人公がその場を動かずにいるとライフが少しずつ回復する。
ゲーム画面の表示エリアが原作の縦6マス×横6マスから縦9マス×横9マスに拡大し、マップの基本構造はそのままにグラフィックが一新された。また、原作と違いマップと所持アイテムが画面に常時表示される。

## フェアルーンブラスト
収録されている他作品とは趣向の異なる縦スクロールシューティングゲーム。上記3作品を全てクリアした後にプレイ可能となる。
操作キャラクターは、『フェアルーン』シリーズの主人公「異世界の少女」のほか、本作と同じくスキップモアが開発し2017年に発売されたソフト『神巫女 -カミコ-』の操作キャラクター3人のうちの2人「神巫女 ヤマト」「神巫女 ウズメ」を加えた計3人から選ぶ。
パワーアップアイテムを取ると発射できるビームの本数が増え、同時に体力ゲージが1つ回復する。また、敵を撃墜するごとに「SP」の値が上昇し、満タンになった時に広範囲を攻撃する大技を発動できる。このほか、取得するとスコアが加算されるボーナスアイテムもある。
敵を倒した時のスコアは出現直後が最も高く、以降徐々に減少する。また、出現した敵を素早く全滅させると次の敵の出現タイミングが早まる（いわゆる「早回し」）。
ステージは一つのみで、制限時間は2分。終了時のスコアが各キャラクターごとに上位5つまで記録される。

## 備考
各作品ともにオンラインランキングに対応しており、『フェアルーン』『フェアルーン2』『フェアルーンオリジン』ではクリアタイムが、『フェアルーンブラスト』ではキャラクター個別のスコアとその中で最高のスコアが上位100人分まで表示される。